# СПАД S.XVI
СПАД S.XVI (фр. SPAD S.XVI) је француски ловац-извиђач. Авион је први пут полетео 1917. године. 

Највећа брзина авиона при хоризонталном лету је износила 204 km/h.
Распон крила авиона је био 11,20 метара, а дужина трупа 7,70 метара. Празан авион је имао масу од 870 килограма. Нормална полетна маса износила је око 1290 килограма. Био је наоружан са једним митраљезом калибра 11 милиметара Викерс и два митраљеза калибра 7,7 милиметара Луис.

## Наоружање
| Наоружање авиона: СПАД         |         |
| Ватрено (стрељачко) наоружање  |         |
| Топ                            |         |
| Митраљез                       |         |
| Број и ознака митраљеза        | 1 + 2   |
| Калибар                        | 7,7, 11 |
| Бомбардерско наоружање (бомбе) |         |
| Ракетно наоружање (ракете)     |         |